# South Hinksey
South Hinksey è un villaggio con status di parrocchia civile dell'Inghilterra meridionale, facente parte della contea dell'Oxfordshire e del distretto di Vale of White Horse. Conta una popolazione di circa 380 abitanti.

## Geografia fisica
South Hinksey si trova a 1,5 a sud-ovest del centro di Oxford.

## Origini del nome
Il toponimo Hinksey, attestato sin dal XIII secolo, deriva probabilmente dal termine anglosassone Hengestesieg, che significa "isola dello stallone".

## Storia
La località è menzionata per la prima volta tra il 685 e il 688, quando l'area fu ceduta dal re angloassone Caedwalla all'abbazia di Abingdon.
La località è menzionata poi nel Domesday Book (1060) come parte della centena di Horner. In seguito l'area divenne di proprietà dei conti di Abingdon.
Nel 1553, il villaggio passò nelle mani dei signori di Cumnor.

## Monumenti e luoghi d'interesse

### Architetture religiose
Principale edificio religioso di South Hinksey è la chiesa di San Lorenzo, le cui parti più antiche risalgono al XIII secolo.